# Zellingen
Zellingen (im Mittelalter Cellingen) ist ein Markt im unterfränkischen Landkreis Main-Spessart und der Sitz der Verwaltungsgemeinschaft Zellingen, dessen Mitglied die Gemeinde ist.

## Geografie und Geologie
Die Gemeinde liegt in der Region Würzburg am Main. Durch Zellingen verläuft der Fränkische Marienweg.
Zellingen ist namensgebender Ort der Zellinger Mulde, einer geologischen Synklinalen, die Teil der charakteristischen Sattel-Mulden-Struktur Unterfrankens ist.

### Nachbargemeinden
| Kreisstadt Karlstadt | Himmelstadt                                 | Markt Thüngen |
| Urspringen           | Kompassrose, die auf Nachbargemeinden zeigt | Retzstadt     |
| Birkenfeld           | Leinach / Erlabrunn                         | Thüngersheim  |

## Gemeindegliederung
Es gibt drei Gemeindeteile (in Klammern ist der Siedlungstyp angegeben):
- Duttenbrunn (Pfarrdorf)
- Retzbach (ehemaliger Markt)
- Zellingen (Hauptort)

Es gibt die Gemarkungen Duttenbrunn, Retzbach und Zellingen.

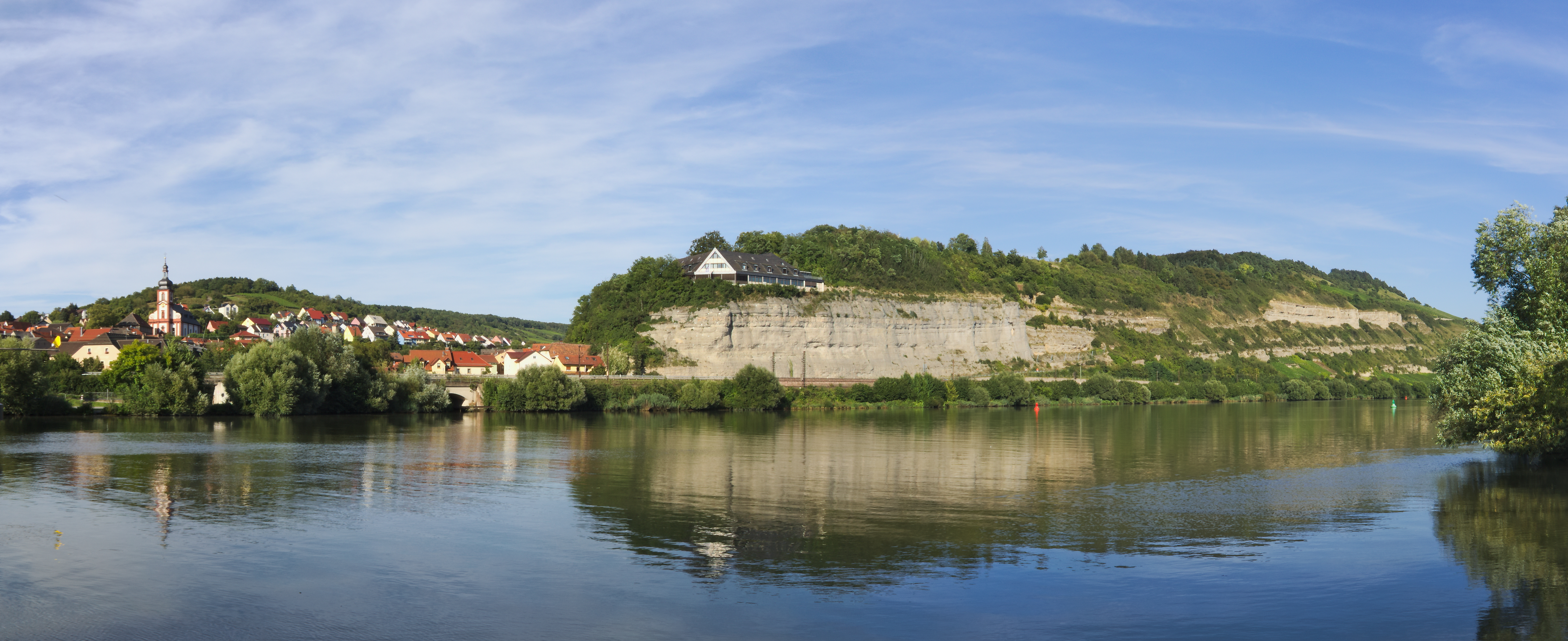
Retzbach vom Zellinger Mainufer

## Name

### Etymologie
Dem Namen Zellingen liegt der Personenname Cello oder Zello zugrunde, der durch das althochdeutsche Suffix -ing abgeleitet wurde. Die Endung -ingen weist auf eine alamannische Siedlung hin.

### Frühere Schreibweisen
Frühere Schreibweisen des Ortes aus diversen historischen Karten und Urkunden:
| - 838 Zellinga - 889 Cellinga - 1014 Cellingun | - 1148 Cellingen - 1199 Cellinge - 1365 Zellingen |

## Geschichte

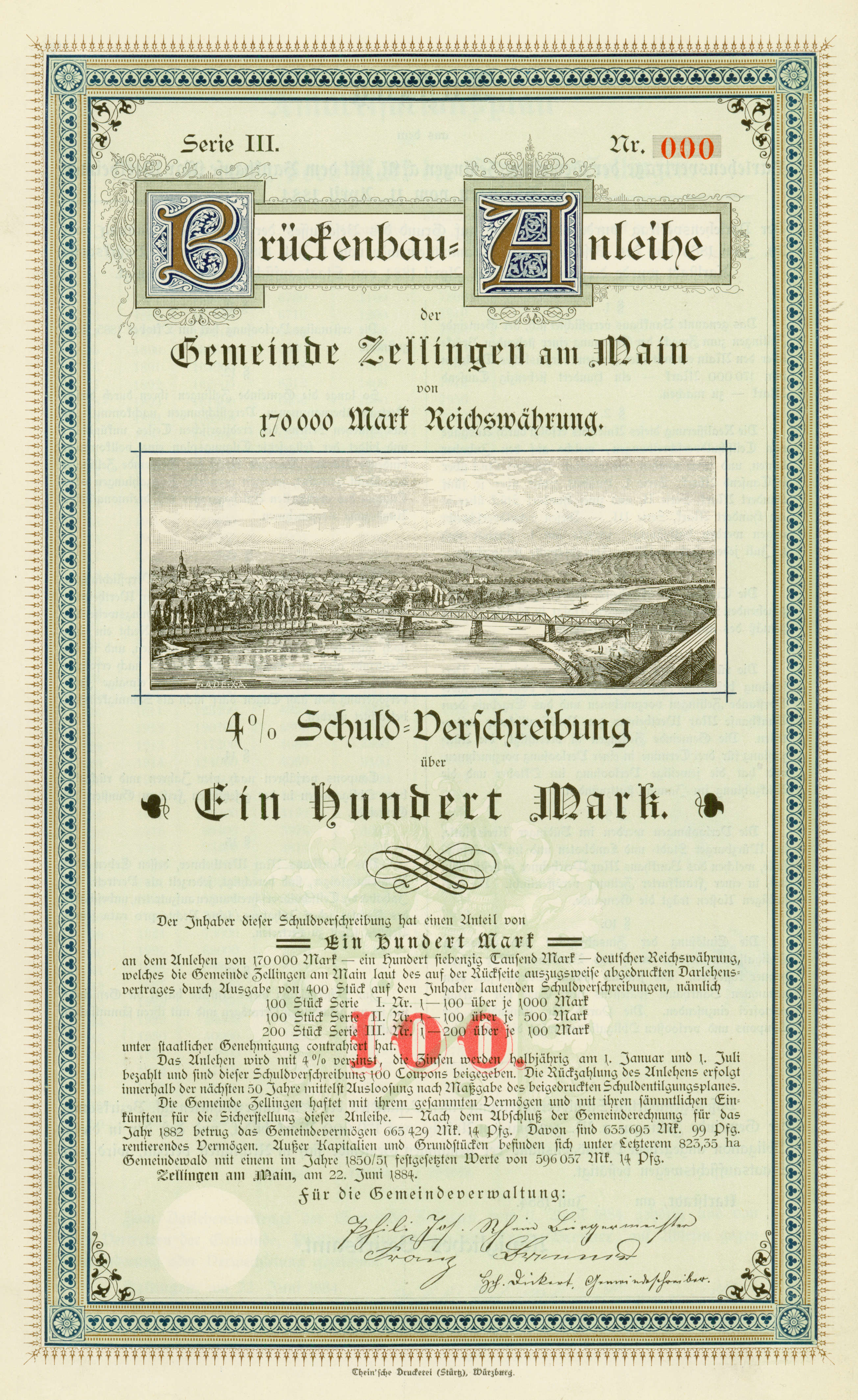
Brückenbau-Anleihe der Gemeinde Zellingen am Main vom 22. Juni 1884

### Bis zur Gemeindegründung
In den Jahren 1312 und 1313 galt in Zellingen vorübergehend das Schweinfurter Stadtrecht, welches jedoch ungenutzt blieb. Um 1575 hatte Julius Echter von Mespelbrunn eine Dorfordnung für Zellingen erlassen. In Zellingen und Umgebung fand im September 1619 ein feierlicher, vom Fürstbischof Johann Gottfried von Aschhausen ausgerichteter Empfang des neugekrönten Kaisers Ferdinand statt (Dazu gehörte am 21. September im Zellinger Jagdschloss ein Mittagessen unter Teilnahme des Dompropstes Konrad Friedrich von Thüngen). Zellingen fiel als ehemaliges Amt des Hochstiftes Würzburg, das zum Fränkischen Reichskreis gehörte, bei der Säkularisation 1803 an Bayern, wurde 1805 (Friede von Preßburg) Erzherzog Ferdinand von Toskana zur Bildung des Großherzogtums Würzburg überlassen und kam mit diesem 1814 endgültig an Bayern. Im Zuge der Verwaltungsreformen in Bayern entstand mit dem Gemeindeedikt von 1818 die heutige Gemeinde.

### Religion
In Zellingen befinden sich folgende Gotteshäuser:
- die Katholische Pfarrkirche Sankt Georg, ehemals ein Schloss des Fürstbischofs von Greiffenclau
- die Maria-Hilf-Kapelle mit Leuchter der Skapulierbruderschaft Zellingen
- die Flurkapelle Sankt Therese auf dem Kirchberg

### Eingemeindungen
Im Zuge der Gebietsreform in Bayern wurde am 1. Januar 1975 der Markt Retzbach und am 1. Mai 1978 die Gemeinde Duttenbrunn eingegliedert.

### Einwohnerentwicklung
Im Zeitraum 2000 bis 2020 sank die Einwohnerzahl von 6514 auf 6357 um 157 Einwohner bzw. um 2,4 %.

## Politik

### Bürgermeister
Wieland Gsell setzte sich als Bürgermeisterkandidat der Grünen in der Stichwahl am 16. März 2008 mit 51,51 % der Stimmen gegen den Amtsinhaber Karl Mühlbauer (CSU) durch. 2014 gewann Wieland Gsell mit absoluter Mehrheit (58,66 %) im ersten Wahlgang. Mitbewerber waren Philipp Kromczynski (CSU) und Andrea Heßdörfer (Freie Bürger). Die Wahlbeteiligung betrug 67,26 %.
Bei der Wahl am 15. März 2020 setzte sich Stefan Wohlfart (CSU) mit 54,5 % der Stimmen durch. Die Wahlbeteiligung betrug 67,3 %.

### Gemeinderat
Die Kommunalwahlen 2002, 2008, 2014 und 2020 führten zu folgenden Sitzverteilungen im Gemeinderat:
| Partei/Wählerbündnis          | 2002  | 2008  | 2014  | 2020 |
| ----------------------------- | ----- | ----- | ----- | ---- |
| CSU                           | 9     | 8     | 7     | 8    |
| Grüne                         | n. a. | 2     | 5     | 3    |
| SPD                           | 6     | 4     | 3     | 4    |
| Freie Bürger                  | 2     | 4     | 3     | 3    |
| Bürgervereinigung Duttenbrunn | 1     | 2     | 2     | 2    |
| Grüne/ÖDP                     | 2     | n. a. | n. a. | -    |
| Gesamt                        | 20    | 20    | 20    | 20   |

### Wappen
|  | Blasonierung: „Geteilt; oben in Silber ein roter Großbuchstabe Z; unten gespalten von Rot und Blau, vorne drei gesenkte silberne Spitzen, hinten ein silberner Schrägbalken, der mit drei blauen Ringen belegt ist.“ |
|  | |

### Gemeindepartnerschaften
Zellingen unterhält Partnerschaften mit dem sächsischen Geyer (seit 1990), mit der französischen Gemeinde Louvigny (seit 1984) und dem niederbayerischen Tiefenbach (seit 1974).

## Wirtschaft und Infrastruktur

### Wirtschaft einschließlich Land- und Forstwirtschaft
Es gab 2020 nach der amtlichen Statistik im produzierenden Gewerbe und im Bereich Handel und Verkehr insgesamt 354 sozialversicherungspflichtig Beschäftigte am Arbeitsort. In sonstigen Wirtschaftsbereichen waren am Arbeitsort 1016 Personen sozialversicherungspflichtig beschäftigt. Sozialversicherungspflichtig Beschäftigte am Wohnort gab es insgesamt 2601. Im verarbeitenden Gewerbe gab es fünf, im Bauhauptgewerbe vier Betriebe. Zudem bestanden im Jahr 2020 38 landwirtschaftliche Betriebe mit einer landwirtschaftlich genutzten Fläche (Stand 2016) von 1102 Hektar, davon waren 982 Hektar Ackerfläche und 102 Hektar Dauergrünfläche. Auf den Ackerflächen wurden Getreide, Hülsenfrüchte, Kartoffeln, Winterraps und Pflanzen zur Grünernte (u. a. Silomais) angebaut. Im Bereich Viehwirtschaft waren im März 2016 5 Viehhalter gemeldet.
Im Jahr 2020 gab es nach der amtlichen Statistik im verarbeitenden Gewerbe (inklusive Bergbau und Gewinnung von Steinen und Erden) 417 Beschäftigte in fünf Betrieben. Im Bauhauptgewerbe waren vier Betriebe mit 16 Beschäftigten tätig. Im Tourismus waren drei Beherbergungsbetriebe zum Stand 2018 gemeldet.

### Verkehr

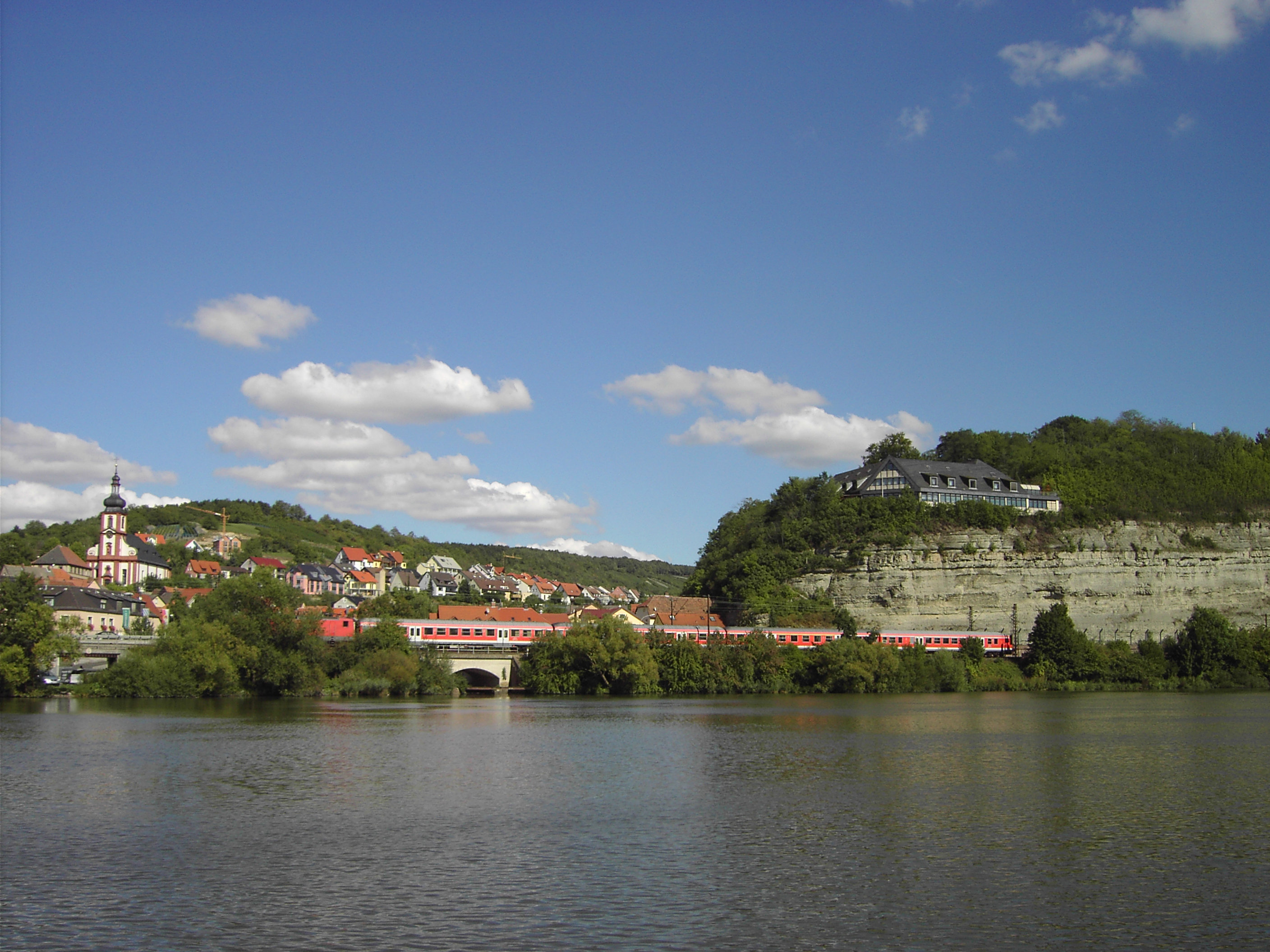
Retzbach von Zellingen (Südwesten) aus

Zellingen ist mit mehreren Buslinien mit den Nachbarorten und mit Würzburg verbunden. Auf der östlichen Mainseite liegt der Bahnhof Retzbach-Zellingen an der Bahnstrecke Würzburg–Aschaffenburg.
Die Eisenbahn-Schnellfahrstrecke Hannover–Würzburg durchquert das Gebiet der Marktgemeinde, mit dem Hohe Wart-Tunnel und der Bartelsgrabentalbrücke. Der Main wird durch die Alte Mainbrücke Zellingen, die, erstmals 1884 errichtet, am 27. März 1945 gesprengt und nach dem Zweiten Weltkrieg neu aufgebaut wurde, und eine neue Mainbrücke von 1993 überspannt.

### Bildung
Es gibt folgende Einrichtungen:
- 325 Plätze in Kindertageseinrichtungen mit 264 Kindern (Stand 2015)
- Grundschule mit 12 Lehrkräften und 185 Schülern (Schuljahr 2023/24)[14]
- Mittelschule mit 10 Lehrkräften und 128 Schülern (Schuljahr 2023/24)[15]

## Persönlichkeiten
- Ludwig Hagenauer (1883–1949), in Retzbach geborener Jurist und Politiker
- Karl Staab (1892–1974), römisch-katholischer Geistlicher und Bibelwissenschaftler an der Universität Würzburg